# Промени ме
„Промени ме“ је српски филм из 2007. године. Режирао га је Милан Караџић, а сценарио је писао Стеван Копривица.

## Радња
Угледни београдски стоматолог живи у складном браку. Његови другари са синдромом „пубертета у одјави“, како неки називају кризне мушке године када се интензивирају покушају да се остане млад, код нашег јунака изазивају презир и љутњу. Он је остварен и задовољан човек. Али догоди му се љубав, кад је није очекивао, кад је мислио да је потпуно имун на такву сензацију. И он хоће да се промени, не би ли савладао емотивни и еротски изазов. Одустаје од себе самог не би ли постао неко други.

## Улоге
| Глумац              | Улога             |
| ------------------- | ----------------- |
| Милутин Караџић     | Душан             |
| Неда Арнерић        | Дуња              |
| Ивана Поповић       | Беца              |
| Дара Џокић          | Данка             |
| Драган Николић      | Милан             |
| Милорад Мандић      | Андрија           |
| Андрија Милошевић   | Драганче          |
| Виктор Савић        | Боле              |
| Мира Бањац          | Малобабићка       |
| Младен Нелевић      | инспектор Биковић |
| Катарина Марковић   | Каћа              |
| Власта Велисављевић | Радован           |
| Дејан Луткић        | Гиџа              |
| Мира Ђурђевић       | Цеца              |
| Дејана Миладиновић  | Цеца              |
| Ивана Вукчевић      | Јасмина           |